# Phil Martin (cestista 1928)
Phillip Roger Martin, detto Phil (Jackson, 2 aprile 1928 – Dallas, 24 giugno 2008), è stato un cestista statunitense, professionista nella NBA.

## Carriera
Cominciò la carriera di college alla University of Toledo dopo due anni in Marina. Dopo aver partecipato al campionato dei freshmen nel 1950-51, nei successivi tre portò Toledo al suo primo titolo della Mid-American Conference totalizzando 49 vittorie e 28 sconfitte. Nel 1952 guidò la conference nelle realizzazioni, con 17,4 punti a partita e venne selezionato sia nel miglior quintetto della Conference che in quello dello stato dell'Ohio, ripetendosi anche nei due anni successivi. In tre campionati NCAA segnò 1.240 punti.
Venne scelto con la seconda chiamata del quarto giro del Draft NBA 1954 (29ª assoluta) dai Milwaukee Hawks. Giocò 7 partite segnando 1,7 punti in 6,7 minuti durante la stagione 1954-55.